# Sphaeroma serratum
Sphaeroma serratum es una especie de crustáceo isópodo de la familia Sphaeromatidae.

## Distribución geográfica
Se distribuye por el Atlántico oriental y el Índico.